# أدفع لتلعب
أدفع لتلعب أو الدفع مقابل اللعب (بالإنجليزية: Pay to play)‏ هي عبارة تستخدم لمجموعة متنوعة من المواقف التي يتم فيها تبادل الأموال مقابل خدمات أو امتياز المشاركة في أنشطة معينة. القاسم المشترك لجميع أشكال الدفع مقابل اللعب هو أنه يجب على المرء أن يدفع «للدخول في اللعبة»، مع ظهور القياس الرياضي بشكل متكرر.